# División del Norte (Campeche)
División del Norte es una localidad del estado mexicano de Campeche. Es parte del municipio de Escárcega.

## Toponimia
El nombre de la localidad refiere a la División del Norte, ejército partícipe de la Revolución mexicana y comandado por Francisco Villa.

## Demografía
| Gráfica de evolución demográfica |
|                                  |

| Censo | Población |
| ----- | --------- |
| 1970  | 981       |
| 1980  | 2 042     |
| 1990  | 3 273     |
| 2000  | 3 238     |
| 2010  | 3 259     |
| 2020  | 3 963     |